# حادث عائلة عبد ربه
قتلَ جيشُ الاحتلال الإسرائيلي في السابع من كانون الثاني/يناير 2009 عددًا من أفراد عائلة عبد ربه في منزلهم ثمَّ اتهمَ حركة المقاومة الفلسطينية حماس بالتسبّب في «الحادث». لقد أثارت هذه «الجريمة» الكثير من الجدل؛ وتحدثت عنها عددٌ من وكالات الأنباء ومنظمات حقوق الإنسان فضلًا عن بعثة الأمم المتحدة لتقصي الحقائق في نزاع غزة.

## خلفية
حسبَ صحيفة الحياة الجديدة – وهي يوميّة رسميّة تتبعُ السلطة الفلسطينية – فإنَّ أفراد أسرة عبد ربه كانوا يعيشون على التل الذي يُطلُّ على بلدة سديروت المحتلّة من قِبل إسرائيل؛ وقد أخبروا الصحيفة أنَّ حركة حماس قد استخدمت لسنوات منزل العائلة كمنشأة عسكريّة أطلقت منها مجموعةً من الصواريخ على الاحتلال الإسرائيلي. حسب نفس المصدر؛ فقد تعرّض كل من حاولَ الاعتراض على ما تقومُ به حركة المقاومة الفلسطينيّة لإطلاق النار على ساقه من قبل نُشطاء حماس. أضافت العائلة أنها بعد نهاية الحرب؛ كانت تنتظرُ المساعدات التي وعدت بها سلطات حماس بعد أن قصفت إسرائيل المزرعة وحولتها إلى أنقاض؛ مؤكدين في الوقتِ ذاته على أنهم ليسوا من نشطاء حماس وأنهم موالين لحركة فتح.

## الحادث
روى خالد عبد ربه (32 عامًا) الذي حُوصر وأفراد أسرته لمدة خمسة عشر يوماً في منزله في غزّة لصحيفة الشرق الأوسط ما جرى بالقول
| «قررنا، زوجتي وانا وأطفالي الثلاثة، منذ أن أعلنت إسرائيل التهدئة لمدة ثلاث ساعات الخروج من المنزل خاصةً أن المواد الغذائية قد نفدت، كذلك الماء، إضافة إلى انعدام وسائل الاتصال بالمحيط الخارجي. هممن بالخروج يسبقنا أطفالنا إلا أن جنود الاحتلال استقبلونا بالرصاص الحيّ ونحنُ نتخطى عتبات باب المنزل فقتلوا اثنتين من بناتي الثلاث بينما أصيبت الثالثة بجروح خطيرة ... لم نستطع أنا وزوجتي مواصلة الخروج من المنزل وراء بناتنا حتى لتقديم المساعدة لهنّ وهن يمتنَ أمام أعيننا بسببِ إطلاق النار الكثيف؛ ولكن والدتي المسنة (65 عامًا) لم تحتمل المشهد فانطلقت تقودنا إلى خارج المنزل رافعةً الراية البيضاء مقتنعة بأن شيخوختها ستحولُ دون استهدافي وزوجتي من الاحتلال. ولكن ما إن اقتربت هي من البنات الثلاث الملقيات على الأرض غارقات بدمائهنّ حتى أطلق الجنود عليها النار فأصابوها في قدميها لتقع هي ايضا غارقة في دمائها إلى جانب البنات الثلاث. لم نستطع أنا وزوجتي أن نرى أطفالنا وأمي يموتون أمام أعيننا ولا نقدم لهم المساعدة، فاقتربنا منهم غير آبهين برصاص الاحتلال وبقناعة إما أن نموت جميعاً أو نسعف أطفالنا وأمي. حملتُ ابنتي الشهيدتين على كتفي فيما حملت زوجتي ابنتي المصابة والدماء تنزف منها. تحاملت أمّي على نفسها وقررتِ السير معنا رغم إصابتها في قدميها، لمسافة كيلومتر تقريبًا. كنَّا نسير ونحن نتعثر بجثث ومصابين في الشوارع. لقد كان المشهد مُرعبًا وازداد سوءًا مع مشاهد الدمار والخراب الذي أصاب البيوت والمنازل والمباني بالمنطقة. ما أن وصلنا دوار زمو عند مدخل العزبة في اتجاه بلدة جباليا حتى رآنا خيال على متنِ فرسه فوقف مصدومًا من مشهدنا ونزل على الفور لتقديمِ المساعدة لنا وليجعل من فرسه سيارة إسعافٍ بعد أن عجزت سيارات الإسعاف عن الوصول للمكان لأن قوات الاحتلال كانت تستهدفُ كل ما هو متحرك في المنطقة بما فيها الطواقم الطبية. حمل جثة ابنتي الأولى على فرسه، ولم يمهله جنود الاحتلال بل عاجلوه وهو يهمُّ بتحميل جثة البنت الثانية برصاصة في رقبته وأردوه قتيلاً. تابعنا السير نحو كيلومتر آخر حتى وصلنا إلى إحدى سيارات الإسعاف التي كانت في المكان، ونقلتنا إلى مستشفى كمال عدوان شمال القطاع ... لم يَكْفِ «اليهود» قتل بناتي بدمٍ باردٍ أمام عيني فدمروا مأوانا بعد أن تركناهُ قائمًا على حاله.» |

وصفت وسائل الإعلام الغربيّة «الحادث» باعتباره أحد «حوادث الأعلام البيضاء» وهي تلك «الحوادث» التي يقومُ فيها جنود الاحتلال الإسرائيلي بإطلاق النار على المدنيين بالرغمِ من تلويحهم بالأعلام البيضاء في إشارةٍ منهم على أنهم مدنيين وللحصول على «إذنٍ» من الاحتلال لمغادرة المبنى أو المنطقة ككل. حسبَ تصريحات أفراد الأسرة ومعظم سكان الحي؛ فلم يكن في المنطقة وقت وقوع «الحادث» مقاتلي حماس بينما ذكر مراسل مجلّة تايم أن أحد المزارعين قد أخبرهُ أن حماس كانت تُطلق فعلًا صواريخ من المنطقة المجاورة لمكان وقوع «الحادث» وذلك لمقاومة الاحتلال ومنعهِ من القيام بما كان ينوي القيام به.
وُصف الحادث بالتفصيل في تقريرٍ نشرتهُ منظمة العفو الدولية في تمّوز/يوليو 2009؛ وفيهِ قال خالد عبد ربه لممثلي منظمة العفو:
| «في مساء 3 كانون الثاني/يناير 2009؛ عندما غزت القوات الإرسائيلية غزة، احتلت الدبابات الإسرائيلية مواقع لها في المنطقة، بما فيها بالقربِ من منزلي. إنني أعيشُ في منزلٍ من خمسة طوابق مع زوجتي وأطفالنا الخمسة ووالدي، وسبعة من أشقائي وزوجاتهم وأطفالهم وشقيقاتي غير المتزوجات. جاء عددٌ من أقربائي للإقامة في منزلي عندما دخلت القوات الإرسائيلية المنطقة، واتخذنا من الطابق الأرضي ملجأ لنا لأننا تعلّمنا من التوغلات السابقة أنه عندما تكون هناك قوات إسرائيلية حولنا، يكون من الخطر الصعود إلى الطوابق العليا؛ لأنهم يُمكن أن يعتبروا ذلك خطرًا عليهم وبالتالي قد يطلقون النار علينا. خرجتُ أنا وزوجتي وبناتي الثلاث (أمل: سنتان، وسمر: أربع سنوات، وسعاد: سبع سنوات، ووالدتي وعمرها 54 عامًا). كانت والدتي ترفعُ قطعة قماشٍ بيضاء مربوطة بعصا مكنسة، وكنا نحمل قطع قماش بيضاء كذلك. كان اثنان من أشقائي خلفنا. في الخارج كانت هناك دبابة متمركزة عى بعد عشرة أمتار من الباب الأمامي لمنزلنا. كانت هناك دبابتان أخريان بالقرب منا. توقفنا بلا حراكٍ أمام الباب الأمامي بانتظار ما سيطلب منا الجنود أن نفعله أو ما سيشيرون علينا به. كان هناك جنديان يقفانِ خارج الدبابة في حديقتنا، يتناولان رقائق البطاطا والشيكولاتة وتجاهلانا. وقفنا بلا حراك لبضعِ دقائق، وفجأةً ظهر جندي من وسط الدبابة، وكان نصفه الأعلى ظاهرًا، وصوّب سلاحه نحونا وأطلق عدة رصاصات؛ فأُصيبت ابنتي أمل بتسعِ رصاصاتٍ في صدرها. كانت تضمُّ إلى صدرها دمية دب فمزقتها الرصاصات. كما أُصيبت ابنتي سعاد بحوالي 11 أو 12 رصاصة في الصدر، بينما أُصيبت ابنتي سمر بعدة رصاصات في الصدر والبطن، ووالدتي سعاد في ذراعها. عندئذ عُدنا أدراجنا إلى المنزل وبقينا منبطحين عى الأرض لمدة ساعتين؛ وكنَّا نسمعُ أصوات إطلاق نارٍ في الخارج. ثم خرج والدي وتبعته العائلة، وأشار لنا جنديّ يقفُ بجانب الدبابة بالمغادرة. لم يقل شيئا، واكتفى بإعطاء إشارةٍ لنا بالذهاب. وأثناء مغادرتنا، كان الجنود يطلقون الرصاص من حولنا. سرنا عى الأقدام مسافة كيلومترين تقريبًا، حاملين بناتي ووالدتي. وعندما وصلنا إلى تقاطع شارع صلاح الدين (دوار زمو) توقّف بجانبنا رجل يركب عربة يجرها حصان لمساعدتنا، ولكن الجنود أطقلوا الرصاص عليه وعلى الحصان فأردوهما قتيلين. وعلمت فيما بعد أن الرجل يدعى أدهم مقبل. فارقت أمل وسعاد الحياة، ونقلنا سمر إلى مستشفى كمال عدوان، وهو الأقرب إلينا، ثم نُقلت فيما بعد إلى مستشفى الشفاء الرئيسي، ثم إلى القاهرة، ومنها إلى بلجيكا. وهي الآن مصابةٌ بشللٍ تام. إنها الابنة الوحيدة التي بقيت لي ولم أرها منذ ذلك اليوم؛ وزوجتي معها الآن في المستشفى في بلجيكا.» |

كان الحادثُ هو القضية الرئيسية التي ورد ذكرها في تقرير «موت العلم الأبيض» الصادر عن هيومن رايتس ووتش؛ التي أشارت إلى أنَّ جميع الأدلة المتوفرة تُشير إلى أن القوات الإسرائيلية كانت تسيطر على المنطقة المعنية ولم يكن هناك قتالٌ هناك في ذلك الوقت ولم تكن هناك قوات فلسطينية تختبئ بين المدنيين أو تستخدمهم كدروع بشرية. قال سكان الحيّ الذين تحدثوا إلى هيومن رايتس ووتش إنّ القتال الرئيسي في المنطقة قد توقف بحلول صباح يوم الـ 7 من كانون الثاني/يناير على الرغمِ من أن تبادل إطلاق النار المتقطع قد استمر بعد ذلك. ووفقًا لشهادة أفراد الأسرة؛ فقد سمعوا عند الظهر جنديًا يدعوهم عبر مكبرات الصوت إلى الخروج ثمّ شاهدوا رجلًا وامرأتان وثلاث طفلات قد تجمعوا عند الباب؛ وكان ثلاثةٌ منهم على الأقل يحملون قطعة قماشٍ بيضاء.
في مقابلة منفصلة أجرتها هيومن رايتس ووتش؛ أكد خالد عبد ربه وشقيقه اللذين بقيا داخل المنزل نفس الرواية التي رُويت من قبل لمنظمة العفو الدوليّة؛ وخلصت هيومن رايتس ووتش إلى أن الأدلة الموجودة في مكان الحادث والسجلات الطبية للضحايا وفحص الأطباء الأجانب للناجين الجرحى تؤُكد صحّة ما قالهُ الشهود.
تمَّ التحقيقُ في الحادث من قبل بعثة الأمم المتحدة لتقصي الحقائق في نزاع غزة وقد أخبرَ خالد عبد ربه أعضاء البعثة ما جرى بالتفصيل؛ فخلصت البعثة إلى أنّ خالد وكوثر عبد ربه هما من الشهود الموثوقين وليس لديهما أي سببٍ للشكّ في صحة ما يقولان كما خلصت لتطابق الروايات التي تلقتها من شهود عيان آخرين ومنظمات غير حكومية مع روايات أفراد الأسرة. خلصَ التقرير النّهائي للبعثة إلى أنَّ الجنود الإسرائيليين قد أطلقوا النار عمدًا على أفراد الأسرة التي لم تكن تُشكّل أي خطورة بل كانت «تُطيع» أوامر جيش الاحتلال لكنّ ذلك لم يشفع لها.
على الجانبِ المقابل؛ حاولت عدّة منظمات غير حكومية مؤيدة لإسرائيل وعلى رأسها منظمة كاميرا (بالإنجليزية: CAMERA)‏ وإن جي أو مونيتور التلميح بل الحديث عن وجودِ تناقضاتٍ بين شهادات أفراد الأسرة في تقرير هيومن رايتس ووتش وروايات «الحادث» المنشورة في الصحف. أصرّت جماعة كاميرا المؤيّدة لإسرائيل على أن خالد عبد ربه قد ألقى شهادات متناقضة لهيومن رايتس ووتش وتقرير غولدستون على التوالي بشأن ما إذا كان داخل المنزل أم خارجه أثناء إطلاق النار، بينما قال باحثٌ من مركز القدس للشؤون العامة «إنه على عكسِ التصريحات الصادرة عن عائلة عبد ربه؛ فإن المعلومات المنشورة على مواقع «الجماعات المسلحة الفلسطينية» تكشفُ عن تبادل إطلاق نارٍ بين الجيش الإسرائيلي والفلسطينيين المسلحين في منطقة «الحادث».» دون أن يُقدم أيّ دليلٍ على ذلك.